# Karl-Wilhelm Wedel
Karl-Wilhelm Hans Hugo Paul Wedel (* 22. Mai 1925 in Görlitz; † 26. Juni 2017 in Bonn) war ein deutscher Admiralarzt der Bundesmarine.

## Leben
Karl-Wilhelm Wedel begann 1942 als Sanitätsoffizier-Anwärter mit einem Medizinstudium, welches er nach dem Zweiten Weltkrieg an der Universitäten Tübingen und Freiburg fortsetzte. Ab 1951 war er Assistent der Chirurgischen Abteilung am St. Elisabethen-Krankenhaus in Lörrach. 1953 promovierte er an der Universität Freiburg mit dem Thema Über motorische und sensorische Erscheinungen in der Hypnose. Die Anerkennung als Facharzt für Chirurgie folgte 1958.
1956 trat Wedel als Sanitätsoffizier in die Bundesmarine ein. Anfangs diente er an der Sanitätsschule am Universitätskrankenhaus Glücksburg und kam dann zum Admiralarzt der Marine. Es folgten Kommandierungen als Schiffsarzt auf Fregatten und würde in die Inspektion des Sanitäts- und Gesundheitswesens im Bundesministerium für Verteidigung nach Bonn versetzt. Hier wurde er Referatsleiter für medizinische Grundsatzfragen und Forschung und war zeitgleich Geschäftsführer des Wehrmedizinischen Beirates. 1981 wurde er zum Admiralarzt befördert und wurde Leiter der Unterabteilung I in der Inspektion des Sanitäts- und Gesundheitswesens. Von hier ging er am 30. September 1985 in den Ruhestand.
Von 1969 bis 1985 war er erster Bundesarzt des Malteser Hilfsdienstes; sein Nachfolger war Hannes Sautter; und war Magistralritter des Malteserordens.  U. a. 1978 veröffentlichte er im Verlag Wehr und Wissen zum Symposion Kriegschirurgie '77 und 1979 zum Symposion '79 Wehrpsychiatrie. Von 1984 bis 1988 war er Redakteur der Wehrmedizin und Wehrpharmazie und hatte 1986 die Zeitschrift Medical Corps International mitgegründet. Er war auch ab 1986 Chefredakteur der Wehrmedizinischen Monatsschrift und Präsident des Vereinigung deutscher Sanitätsoffiziere (VdSO). 1985 gründete er den Verein der Freunde des Kunstmuseums Bonn mit und wurde dessen Vorsitzender. 2007 initiierte er eine Kooperation zwischen der DGWMP, dessen Präsident und später Ehrenpräsident Wedel war, und dem Deutschen SanOA. 2010 zogen beide Geschäftsstellen in ein Haus, dem Karl-Wilhelm-Wedel-Haus in Bonn-Plittersdorf.
Am 5. Dezember 1983 wurde er mit dem Verdienstkreuz 1. Klasse ausgezeichnet.
Er war seit 1949 Mitglied der katholischen Studentenverbindung KDStV Ripuaria Freiburg im Breisgau im CV.

## Werke (Auswahl)
- 25 Jahre Sanitätsdienst der Bundeswehr. In: Deutsches Ärzteblatt, 17/1981, S. 838–840.
- Herausgeber von Wehrtechnik, Band 16, Bernard und Graefe, 1984.
- Herausgeber von Bernard&Graefe Medizin
- Verwundetentransport gestern und heute. Bernard und Graefe, Koblenz, 1984.
- Deutsche Gesellschaft für Wehrmedizin und Wehrpharmazie – 120 Jahre. In: Wehrmedizin und Wehrpharmazie. Band 9, 1985, S. 115–125.